# Neobisium carcinoides
Neobisium carcinoides – gatunek zaleszczotka z rodziny Neobisiidae.

## Taksonomia
Gatunek ten opisany został po raz pierwszy w 1804 roku przez Jean-Frédérica Hermanna pod nazwą Chelifer carcinoides. Jako miejsce typowe wskazano Strasburg we Francji. W 1817 roku Wiliam Elford Leach opisał ze Szkocji gatunek Obisium muscorum, który w 1930 roku Ralph Vary Chamberlin przeniósł do rodzaju Neobisium. W 1932 roku Chelifer carcinoides przeniesiony został przez Maxa Beiera do podrodzaju nominatywnego rodzaju Neobisium, a N. muscorum został z nim zsynonimizowany.

## Morfologia
Zaleszczotek ten ma prosomę wyposażoną w dwie pary zaopatrzonych w soczewki oczu, natomiast epistom jest szczątkowy lub całkiem zanikły. Tergity i sternity są niepodzielone, a wszystkie cztery pary odnóży krocznych pozbawione są kolców na biodrach oraz zwieńczone dwuczłonowymi, podzielonymi na metatarsus i telotarsus stopami. Szczękoczułki zwieńczone są szczypcami; ich palec ruchomy ma kilka ząbków i nie występuje na nim rozgałęziona galea; szczecinka galealna osadzona jest przedśrodkowo. Szczękoczułki zaopatrzone są w rallum, którego pierwsze dwie lub trzy blaszki są na przedzie drobno ząbkowane. Nogogłaszczki zaopatrzone są w szczypce, na których palcach znajdują się ujścia gruczołów jadowych; palec ruchomy i nieruchomy są podobnej długości. Palec nieruchomy nogogłaszczków ma osiem trichobotrii, z których trichobotrium ist osadzone jest zaśrodkowo, bliżej trichobotrium it niż trichobotrium ib; odległość między trichobotriami ist i ib jest mniejsza niż dwukrotność odległości między trichobotrium ist a szczytem palca. Ząbki na palcu nieruchomym zlewają się ze sobą, a w części odsiebnej paca między dwoma ząbkami dużymi mieści się od dwóch do pięciu ząbków małych. Ruchomy palec nogogłaszczków ma cztery trichobotria. Udo nogogłaszczków jest stosunkowo smukłe, o długości większej niż 3,5-krotność jego szerokości, dłuższe od karapaksu, o powierzchni pozbawionej guzków. Rzepka nogogłaszczków jest zmodyfikowana i nie zachowuje tulipanowatego kształtu. Opistosoma (odwłok) ma na błonach pleuralnych ziarnistą rzeźbę.

## Ekologia i występowanie
Pajęczak ten jest gatunkiem eurytopowym. Zasiedla rozmaite lasy, zarośla, parki, wrzosowiska i jaskinie. Należy do fauny epigeicznej. Bytuje w ściółce, pod kamieniami, w rozkładającym się drewnie, próchnicy, pod korą i wśród mchów. Często spotykany jest w dużej liczebności.
Gatunek ten zamieszkuje Palearktykę i krainę etiopską. W Europie znany jest z Portugalii, Hiszpanii, Islandii, Irlandii, Wielkiej Brytanii, Francji, Belgii, Luksemburga, Holandii, Niemiec, Szwajcarii, Austrii, Włoch, Danii, Norwegii, Szwecji, Finlandii, Estonii, Łotwy, Polski, Czech, Słowacji, Węgier, Ukrainy, Rumunii, Bułgarii, Chorwacji, Bośni i Hercegowiny, Serbii, Czarnogóry, Macedonii Północnej, Grecji, Rosji. Z Azji podawany jest z Gruzji, Kazachstanu oraz Indii. W Afryce stwierdzono jego występowanie w Maroku, Algierii, Tunezji i Kenii. W Polsce jest gatunkiem pospolitym.